# Arabia Saudita ai Giochi della XXX Olimpiade
L'Arabia Saudita ha partecipato ai Giochi della XXX Olimpiade di Londra, svoltisi dal 27 luglio al 12 agosto 2012.

La delegazione saudita è formata da un totale di 19 atleti, di cui per la prima volta in assoluto presenti anche 2 donne per rappresentare il Paese.

## Medaglie
| Medaglia | Nome                                                                                            | Sport       | Evento              |
| -------- | ----------------------------------------------------------------------------------------------- | ----------- | ------------------- |
|          | Ramzy Al Duhami S.A.R. Principe Abd Allah bin Mut'ib Al Sa'ud Kamal Bahamdan Abdullah Sharbatly | Equitazione | Salto agli ostacoli |

## Atletica leggera
Legenda
- Q = Qualificato per il round successivo
- q = Qualificato per il prossimo round come il perdente più veloce
- NR = Record nazionale
- N/A = Round non applicabile per l'evento
- Bye = Atleta non richiesto per competere in questo round

Uomini
Corse e gare
| Atleta              | Evento        | Batteria  | Batteria  | Quarti    | Quarti    | Semifinale      | Semifinale      | Finale          | Finale          |
| Atleta              | Evento        | Risultato | Posizione | Risultato | Posizione | Risultato       | Posizione       | Risultato       | Posizione       |
| ------------------- | ------------- | --------- | --------- | --------- | --------- | --------------- | --------------- | --------------- | --------------- |
| Ali Ahmed Al-Amri   | 3000 m siepi  | 8:26.22   | 9         | N.D.      | N.D.      | N.D.            | N.D.            | Non qualificato | Non qualificato |
| Moukheld Al-Outaibi | 5000 m piani  | 13:31.47  | 9         | N.D.      | N.D.      | N.D.            | N.D.            | Non qualificato | Non qualificato |
| Moukheld Al-Outaibi | 10000 m piani | N.D.      | N.D.      | N.D.      | N.D.      | N.D.            | N.D.            | 28:07.25        | 17              |
| Hussain Alhamdah    | 5000 m piani  | 14:00.43  | 20        | N.D.      | N.D.      | N.D.            | N.D.            | Non qualificato | Non qualificato |
| Abdullah Aljoud     | 5000 m piani  | 14:11.12  | 20        | N.D.      | N.D.      | N.D.            | N.D.            | Non qualificato | Non qualificato |
| Yousef Masrahi      | 400 m piani   | 45.43     | 3 Q       | N.D.      | N.D.      | 45.91           | 7               | Non qualificato | Non qualificato |
| Abdulaziz Mohammed  | 800 m piani   | 1:46.09   | 3 Q       | N.D.      | N.D.      | 1:48.98         | 8               | Non qualificato | Non qualificato |
| Emad Noor           | 1500 m piani  | 3:42.29   | 9         | N.D.      | N.D.      | Non qualificato | Non qualificato | Non qualificato | Non qualificato |
| Mohammed Shaween    | 1500 m piani  | 3:39.42   | 1 Q       | N.D.      | N.D.      | 3:43.39         | 7               | Non qualificato | Non qualificato |

Eventi concorsi
| Atleta                    | Evento           | Qualificazioni | Qualificazioni | Finale          | Finale          |
| Atleta                    | Evento           | Distanza       | Posizione      | Distanza        | Posizione       |
| ------------------------- | ---------------- | -------------- | -------------- | --------------- | --------------- |
| Sultan Mubarak Al-Dawoodi | Lancio del disco | 59.54          | 33             | Non qualificato | Non qualificato |

Donne
Gare e corse
| Atleta      | Evento          | Batteria  | Batteria  | Quarti    | Quarti    | Semifinale      | Semifinale      | Finale          | Finale          |
| Atleta      | Evento          | Risultato | Posizione | Risultato | Posizione | Risultato       | Posizione       | Risultato       | Posizione       |
| ----------- | --------------- | --------- | --------- | --------- | --------- | --------------- | --------------- | --------------- | --------------- |
| Sarah Attar | 800 metri piani | 2:44.95   | 8         | N.D.      | N.D.      | Non qualificata | Non qualificata | Non qualificata | Non qualificata |

## Equitazione

### Salto agli ostacoli
| Atleta                                                                                          | Cavallo    | Evento                          | Qualificazioni | Qualificazioni | Qualificazioni | Qualificazioni | Qualificazioni | Qualificazioni  | Qualificazioni  | Qualificazioni  | Finale          | Finale          | Finale          | Finale          | Finale          | Totale   | Totale    |
| Atleta                                                                                          | Cavallo    | Evento                          | Round 1        | Round 1        | Round 2        | Round 2        | Round 2        | Round 3         | Round 3         | Round 3         | Round A         | Round A         | Round B         | Round B         | Round B         | Totale   | Totale    |
| Atleta                                                                                          | Cavallo    | Evento                          | Penalità       | Posizione      | Penalità       | Totale         | Posizione      | Penalità        | Totale          | Posizione       | Penalità        | Posizione       | Penalità        | Totale          | Posizione       | Penalità | Posizione |
| ----------------------------------------------------------------------------------------------- | ---------- | ------------------------------- | -------------- | -------------- | -------------- | -------------- | -------------- | --------------- | --------------- | --------------- | --------------- | --------------- | --------------- | --------------- | --------------- | -------- | --------- |
| Ramzy Al-Duhami                                                                                 | Bayard     | Salto agli ostacoli individuale | 2              | 41 Q           | 0              | 2              | =15 Q          | 4               | 6               | 9 Q             | 12              | =29             | Non qualificato | Non qualificato | Non qualificato | 12       | 29        |
| S.A.R. Principe Abd Allah bin Mut'ib Al Sa'ud                                                   | Davos      | Salto agli ostacoli individuale | 0              | =1 Q           | 0              | 0              | =1 Q           | 4               | 4               | =4 Q            | 9               | =26             | Non qualificato | Non qualificato | Non qualificato | 9        | 26        |
| Kamal Bahamdan                                                                                  | Delphi     | Salto agli ostacoli individuale | 1              | =33 Q          | 1              | 2              | =15 Q          | 5               | 7               | 10 Q            | 1               | =7 Q            | 1               | 2               | 4               | 2        | 4         |
| Abdullah Sharbatly                                                                              | Sultan     | Salto agli ostacoli individuale | 6              | =58 Q          | 4              | 10             | 51             | Non qualificato | Non qualificato | Non qualificato | Non qualificato | Non qualificato | Non qualificato | Non qualificato | Non qualificato | 10       | 51        |
| Ramzy Al Duhami S.A.R. Principe Abd Allah bin Mut'ib Al Sa'ud Kamal Bahamdan Abdullah Sharbatly | Vedi sopra | Salto agli ostacoli a squadre   | N.D.           | N.D.           | N.D.           | N.D.           | N.D.           | N.D.            | N.D.            | N.D.            | 1               | 1 Q             | 13              | 14              | 3               | 14       |           |

## Judo
| Atleta            | Evento           | 64-esimi             | 32-esimi             | 16-esimi             | Quarti               | Semifinale           | Ripescaggio 1        | Ripescaggio 2        | Finale               | Finale          |
| Atleta            | Evento           | Avversario Risultato | Avversario Risultato | Avversario Risultato | Avversario Risultato | Avversario Risultato | Avversario Risultato | Avversario Risultato | Avversario Risultato | Posizione       |
| ----------------- | ---------------- | -------------------- | -------------------- | -------------------- | -------------------- | -------------------- | -------------------- | -------------------- | -------------------- | --------------- |
| Eisa Majrashi     | 60 kg maschile   | BYE                  | Lall V 0100–0000     | Kitadai P 0000–0021  | Non qualificato      | Non qualificato      | Non qualificato      | Non qualificato      | Non qualificato      | Non qualificato |
| Wojdan Shahrkhani | +78 kg femminile | N.D.                 | Mojica P 0000–0100   | Non qualificata      | Non qualificata      | Non qualificata      | Non qualificata      | Non qualificata      | Non qualificata      | Non qualificata |

## Sollevamento pesi
| Atleta           | Evento         | Strappo   | Strappo   | Slancio   | Slancio   | Totale | Posizione |
| Atleta           | Evento         | Risultato | Posizione | Risultato | Posizione | Totale | Posizione |
| ---------------- | -------------- | --------- | --------- | --------- | --------- | ------ | --------- |
| Abbas Al-Qaisoum | 94 kg maschile | 155       | 15        | 180       | 17        | 335    | 15        |

## Tiro a segno/volo
Uomini
| Atleta          | Evento | Qualificazione | Qualificazione | Finale          | Finale          |
| Atleta          | Evento | Punti          | Posizione      | Punti           | Posizione       |
| --------------- | ------ | -------------- | -------------- | --------------- | --------------- |
| Majed Al-Tamimi | Skeet  | 111            | 29             | Non qualificato | Non qualificato |